# Giovanna Miele
Giovanna Miele (Latina, 24 luglio 1980) è una politica italiana.

## Biografia
Si laurea in scienze dell’educazione e della formazione.

### Attività politica
Inizia la sua carriera politica in Forza Italia. Nel 2017 viene eletta consigliera comunale nella sua città e nel 2020 consigliere provinciale di Latina. Nel
2021 lascia FI e aderisce alla Lega.
Alle elezioni politiche del settembre 2022 viene eletto deputato con la coalizione di centro-destra nel collegio plurinominale Lazio 2, in quota Lega.